# Карлов мост
Ка́рловият мост (на чешки: Karlův most) е историческа забележителност на град Прага, мост над река Вълтава, съединяващ старинните централни квартали на Прага Мала страна и Старе место.
Строителството му започва по нареждане на Карел IV през 1357 г. на мястото на съборения от придошлите води Юдитин мост и завършва през 1402 г. Неговата дължина е 520 m, а ширината – 9,5 m. Мостът е изграден на 16 арки, облицовани с блокове от пясъчник. На моста са разположени 30 скулптури.

## Стратегическо значение
Мостът е свързващо звено между резиденцията на чешките крале Пражкия замък и кв. Старе место. Освен това с него са свързани още няколко събития:
- през моста върви така нареченият „Кралски път“;
- през 1648 г. шведите атакуват Прага през моста.

## Скулптури
В периода на барока мостът е украсен с уникална галерия от скулптури, създадени от най-добрите майстори от онова време – Матиаш Бернард Браун, Ян Брокоф и синовете му Михал и Ян, както и Фердинанд Максимилиан. Всичките скулптури и скулптурни групи на моста са 30, като по-голямата част от тях са създадени в периода от 1683 до 1714 г.
Сред тях са:
- „Видението на Свети Луитгард“ (1710), автор М. Браун – считана за най-красивата скулптурна група на моста;
- Групата „Светия кръст“ – най-старата скулптурна група, датираща от 1657 г.

## Галерия
- Източната мостова кула
- Малостранските мостови кули
- Малостранските мостови кули през нощта
- Статуята на Св. Ян Непомук